# Хоумстейджинг
Хоумстейджинг (англ. Home Staging — «инсценировка дома») — подготовка недвижимости к продаже или аренде с учетом психологических, эстетических и маркетинговых принципов. В странах Европы встречаются термины «хаусдокторинг» и «хоумстайлинг», которые также означают хоумстейджинг.
Используется для повышения эффективности сделок с недвижимостью.

## История развития хоумстейджинга

### Барб Шварц
В 1972 году дизайнер интерьера Барб Шварц (США) решает изменить направление карьеры. Ее опыт в театре приводит к идее инсценировать недвижимость для продажи, тем самым формируя эмоциональный контакт с потенциальными покупателями. В 1985 году, добившись высоких результатов благодаря хоумстейджингу, Барб начинает обучать специалистов рынка недвижимости. В 1999 году она создает Ассоциацию Профессионалов Хоумстейджинга IAHSP и первый аккредитованный курс по хоумстейджингу.

### Хоумстейджинг в мире
- В 1990-е Хоумстейджинг шагает по Америке, Канаде и Европе, благодаря различным телешоу и примерам из жизни звезд. Так, например, в 1998—2004 в Великобритании было необычайно популярным ТВ-шоу «Хаус доктор[англ.]» и его ведущая Энн Морис. Благодаря этому шоу в британский лексикон вошел термин «хаусдокторинг».
- В 2000-е годы в Швеции для хоумстейджинга закрепился свой термин «хоумстайлинг». Специалисты по хоумстайлингу востребованы в крупных городах: Стокгольм, Гётеборг, Мальме.
- В 2010-е годы хоумстейджинговые агентства появляются в Австралии и Новой Зеландии, Южной Африке.

### Хоумстейджинг в России
На постсоветском пространстве самым близким к хоумстейжингу понятием считалась предпродажная подготовка недвижимости. Она подразумевала клининг и косметический ремонт. В 2013 году выходит книга риэлтора Сергея Тихоненко и журналистки Анны Моисеевой, которая долгое время была единственным изданием о хоумстейджинге на русском языке.

## Хоумстейджинг: техника и эффективность

### Техники
Профессиональные хоумстейджеры различают в своей работе техники престейджинга и стейджинга как такового.

#### Техники престейджинга
- Дехламизация
- Деперсонализация
- Реанимация
- Уборка

#### Техники стейджинга
- Освещение
- Колористика
- Запахи
- Зонирование пространства
- Точки фокусировки

### Показатели эффективности хоумстейджинга
- Окупаемость инвестиций
- % увеличения стоимости жилья
- Количество дней в экспозиции
- Количество показов до сделки
- Количество заявок на показ
- Время проведения стейджинга

### Западная статистика эффективности хоумстейджинга
10 000 хоумстейджеров работают в США. Большинство из них (45 %) — новички в бизнесе (опыт работы до 5 лет). В 2018 году количество отстейдженных домов составило 20 % от всех проданных в США (10000000 домов). 40 % этих домов стоимостью $350000 — $500000.

## Хоумстейджеры
В 2010-е годы появляются первые специалисты, оказывающие услуги по хоумстейджингу. Традиционно ими являются бывшие риелторы или дизайнеры/декораторы интерьеров.
Услуги профессионального хоумстейджера могут включать:
- Консультацию
- Ценовое предложение
- Престейджинг
- Хоумстейджинг
- Фотостейджинг (фотографирование объекта для рекламных объявлений)
- Выставление на продажу
- Сопровождение продажи (показа)
- Дестейджинг